# Regola della leva
La regola della leva è una regola che permette di calcolare le frazioni massiche in una qualsiasi regione bifasica di un diagramma di fase.
Definiamo wL e wS rispettivamente le frazioni che esprimono la massa relativa della fase liquida e fase solida nella soluzione totale (soluzione che è formata dall'insieme della fase liquida e di quella solida). Segue che {\displaystyle w_{L}={\frac {m_{L}}{m_{L}+m_{S}}}} ed {\displaystyle w_{S}={\frac {m_{S}}{m_{L}+m_{S}}}} ; deve essere sempre verificata la seguente relazione {\displaystyle w_{L}+w_{S}=1}.
Definiamo wL come la frazione della fase liquida di un dato elemento nella fase liquida totale. Analogamente wS rappresenta la frazione massica della fase solida di un dato elemento nella fase solida totale. Nel caso trattato in questo articolo i due elementi in analisi sono il rame (Cu) e il nichel (Ni).
In questo caso wL,Ni è pari a circa 0,5 (riferito a tutta la porzione di soluzione liquida), mentre wS,Ni è pari a circa 0,6 (riferito a tutta la porzione di soluzione solida). 
Svolgendo il prodotto wL,Ni · wL si trova qual è la frazione massica della fase di Ni liquida (riferita alla massa) rispetto a tutta la soluzione, somma delle fasi globali liquida e solida. Specularmente wS,Ni · wS rappresenta la frazione della fase di Ni solida (riferita alla massa) rispetto a tutta la soluzione. Ciò vale anche per l'elemento rame. Svolgendo wL,Ni · wL + wS,Ni · wS si calcola la frazione massica totale dell'elemento nichel, presente sia in fase solida che liquida, nella soluzione globale. Questo valore lo si può ricavare dal grafico ed è indicato con il simbolo w0. L'asse delle ascisse riporta il relativo arricchimento in nichel o rame: nel caso in cui un solido precipiti come puro nichel, sarà visualizzato nel diagramma di fase come una linea che parte dell'estremo destro della curva del solidus e raggiunge l'asse delle ascisse presso l'angolo inferiore destro, indicando che è composto al 100% da nichel. Viceversa vale per un solido composto al 100% da rame.
Ora svolgendo semplici passaggi si perviene al significato della regola della leva.
{\displaystyle \left\{{\begin{matrix}w^{Ni}=w_{S}^{Ni}w_{S}+w_{L}^{Ni}w_{L}&\\w_{S}+w_{L}=1&\end{matrix}}\right.}
Si ottiene sostituendo prima {\displaystyle w_{S}=(1-w_{L})} e dopo {\displaystyle w_{L}=(1-w_{S})} otteniamo le seguenti due espressioni:
{\displaystyle w_{L}={\frac {w_{S}^{Ni}-w^{Ni}}{w_{S}^{Ni}-w_{L}^{Ni}}}={\frac {BC}{AC}}} ;
{\displaystyle w_{S}={\frac {w^{Ni}-w_{L}^{Ni}}{w_{S}^{Ni}-w_{L}^{Ni}}}={\frac {AB}{AC}}}
Da queste relazioni si può trarre la seguente conclusione. La frazione massica liquida di una soluzione è proporzionale al tratto che congiunge il punto nella regione bifasica alla linea di solidus (BC), mentre la frazione massica solida di una soluzione è proporzionale al tratto che congiunge il punto nella regione bifasica alla linea di liquidus (AB).
Quindi nel grafico sopra riportato ci aspetteremo una soluzione con una frazione di solidità maggiore rispetto alla frazione di liquidità; infatti il punto che indica la frazione della lega (B) è vicino alla curva di solidus ove tutto il liquido rimanente reagirà trasformandosi in solido.